# ائتلاف بنتاركي 1933
ائتلاف بنتاركي عام 1933 (Pentarchy) (المعروف أيضًا باسم اللجنة التنفيذية للحكومة الانتقالية الكوبية) كان هو الائتلاف الذي حكم كوبا من 5 إلى 10 سبتمبر عام 1933، بعد الإطاحة بجيراردو مكادو (Gerardo Machado) في 12 أغسطس عام 1933. وحكم قبل ائتلاف بنتاركي الجنرال ألبرتو هيريرا (Alberto Herrera y Franchi) (12 - 13 أغسطس 1933) وكارلوس مانويل دي سيسبيديس واي كويسادا (Carlos Manuel de Céspedes y Quesada) (13 أغسطس - 5 سبتمبر 1933) كرؤساء لكوبا.
أعضاء ائتلاف بنتاركي هم:
- سيرجيو كاربو موريرا (1971 - 1891)، صحفي
- بورفيريو فرانكا ألفاريز دي لا كامبا (1878 - 1950) محام، ومصرفي، واقتصادي
- رامون غراو سان مارتين (1887 - 1969)، عضو هيئة التدريس في كلية الطب بجامعة هافانا
- خوسيه ميجيل إريسارري جاميو (1895 - 1968)، محام
- جويليرمو بورتيلا مولر (1886 - 1958)، عضو هيئة التدريس في كلية الحقوق بجامعة هافانا

كان أول ما فعله ائتلاف بنتاركي هو صياغة الإعلان الذي كتبه سيرجيو كاربو ووقعه ثمانية عشر مدنيًا وعسكري واحد، وهو فولغينسيو باتيستا. وتم نشر هذا الإعلان في جميع الصحف الكوبية في اليوم التالي. وقام كاربو لاحقًا بترقية باتيستا من رقيب إلى عقيد دون إخطار الأربعة الآخرين. وتم لاحقًا الإطاحة بهم من قبل اللجنة الطلابية (Student Directory) ونُصب رامون غراو رئيسًا.